# 1737년 캄차카 지진
1737년 캄차카 지진은 1737년 10월 16일 혹은 17일에 러시아 제국의 캄차카반도 남쪽 끝에서 발생한 지진이다. 지진은 현지 시각 기준 오전 3시경(UTC 16:00)에 발생했으며 캄차카반도와 쿠릴 열도의 주민이 흔들림을 느꼈다. 지진의 진원 깊이는 약 40 km로 반도 바로 아래에서 일어난 천발지진이다. 지진의 규모는 모멘트 규모 기준 Mw9.0~9.3으로 추정된다.

## 지진
본진은 쿠릴-캄차카 해구로 표시된 해구 섭입 경계의 충상단층과 관련이 있다. 쓰나미 도달 데이터를 사용해 지진의 규모를 계산하면 모멘트 규모 Mw9.3 가량으로 계산된다.
지진 연구에 따르면 본진의 모멘트 규모는 Mw9.0~9.3으로 추정되며, 표면파 규모로는 Ms8.3~8.5로 추정된다. 이 지진으로 발생한 쓰나미는 1952년 세베로쿠릴스크 지진과 함께 캄차카반도 지역에서 발생한 가장 파괴적이고 큰 규모의 해일로 추정된다. 즉 쓰나미 피해 데이터를 살펴볼 때 1737년 지진의 규모는 1952년 지진의 규모와 비슷하거나 더 크다고 추정된다.

## 피해와 보고
러시아의 탐험가인 스테판 크라셰니니코프는 1755년에 출판한 캄차카 지역에 대한 설명서에서 본진의 영향에 대해 설명했다. 그는 지진이 약 15분간 지속되었으며 흔들림이 매우 격렬했다고 말했다. 나무와 가죽으로 지어진 원주민의 가옥이 많이 붕괴되었다. 또한 쓰나미가 덮친 후에도 여러 여진이 느껴졌다고 기록했다. 여진은 1738년 봄까지 이어졌다.
지진으로 발생한 해안의 지형 변화가 너무 급격해서 원주민들도 지역이 어딘지 인식하거나 마을 위치를 찾기 어려울 정도였다.
오호츠크해 연안 캄차카반도 지역은 지진과 그 영향이 눈에 띄지 않았다.

## 지진해일
쿠릴 열도 북부에서 예상 쓰나미 높이는 20 m, 아바차만에서는 30 m로 추정되었다. 앰치커섬에서는 섬에서 발견된 나무조각 잔해의 높이를 통해 최대 쓰나미 높이를 12~16 m로 추정했다. 1740년 독일의 탐험가인 게오르크 빌헬름 슈텔러가 캄차카 지역을 방문했을 때 그는 해안선 위에서 발견한 해양 포유류의 뼈와 잔해에 주목했다. 또한 해발고도 70 m 높이의 산등성이에서 나무조각의 퇴적층도 발견했다. 크라셰니니코프는 약 6.3 m 높이의 쓰나미가 해안을 침수시켰다고 기록했다. 여기에 63 m에 달하는 또 다른 해일이 해안선 전체를 휩쓸면서 수많은 원주민이 사망하고 마을이 파괴되었다고 말했다. 이 때 쓰나미의 힘이 너무 강력해서 흙과 모래가 쓸려내려가 제2쿠릴해협의 지하 암반이 드러났다.

## 같이 보기
- 캄차카 지진
- 1841년 캄차카 지진
- 러시아의 지진 목록
- 지진해일 목록